# 서중휘
서중휘(徐仲輝, 1982년 7월 16일 ~ )는 대한민국의 바둑 기사이다.

## 약력
한국기원 연구생으로 여러 차례 프로 바둑 입단에 도전하였으나 2000년에 만 18세 한국기원 연구생 연령 제한 규정에 걸려 연구생에서 물러났다. 아마추어 바둑 기사로 2004년 제12회 탐라배와 선비고을, 제38회 전국아마국수전에서 우승했고, 제22회 전국아마대왕전에서 준우승을 차지했으며 최우수 아마기사상을 받았다. 2003년과 2004년 한국기원이 시상하는 바둑대상 아마추어기사상을 연속 수상하기도 했다.
2005년 제101회 일반인입단대회에서 2위를 하며 프로에 입단했다. 2011년 4단으로 승단했고 2012년 제4회 BC카드배 본선64강에 진출했다. 2021년에 7단으로 승단했다.